# 中川安奈
中川 安奈（、1965年〈昭和40年〉8月30日 - 2014年〈平成26年〉10月17日）は、日本の女優。東京都出身。岡村本舗に所属していたほか、the company のアソシエイツメンバーも務めていた。

## 来歴
桐朋学園大学短期大学部演劇専攻科卒業。
1988年、映画『敦煌』でデビューし、第12回日本アカデミー賞新人俳優賞等を受賞した。
1991年に舞台『バタフライはフリー』に出演し、演出を手掛けた栗山民也と翌1992年に結婚。その後、舞台を中心に活動した。
子宮体癌で闘病の後、2014年10月17日午前8時40分、東京都の病院で死去。49歳没。墓所は雑司ヶ谷霊園。

## 人物
アクションシーンでは気分が乗って燃えてしまうといい、『ゴジラvsキングギドラ』（1991年）でのチャック・ウィルソンとの立ち回りでは、殴ってもビクともしないウィルソンに対してムキになり、周りの止める声も聞こえず監督に怒られたという。
『ゴジラvsキングギドラ』で製作を務めた東宝の富山省吾は中川について「目力と凛々しい美しさで存在感が素晴らしく、大作映画が似合う女優だった。」と評している。同作品で共演した豊原功補は、「当時20代であったが大人びて落ち着きがあり、魅力的な人物であった」と語っている。同じく共演者の佐々木勝彦は、女優としての魅力もありながら、気さくな人物であったと述べており、晩年まで交流があった。同作品に出演したロバート・スコット・フィールドも同様に語っている。小高恵美は「ちょっと日本人離れした魅力的な女性」と評していた。

## 家族
- 父はテレビ草創期のTBSでドラマを演出、監督した中川晴之助[6][5][4]。
- 父方の祖父は洋画家の中川一政[6]。
- 母方の祖父は俳優・演出家の千田是也で[6][5][4]、父方の祖母（一政の妻）暢子は千田の姉である。千田の最初の妻だった母方の祖母イルマはドイツ人だったため、安奈はドイツ系クォーターである。
- 曾祖父（千田是也と中川暢子の父）は建築家の伊藤為吉。
- 夫は演出家の栗山民也。
- 従姉に元女優の中川七瀬がいる[18]。

## 作品
シングル
- 砂漠の海へ（1988年6月25日） - 映画『敦煌』イメージソング[19]。

## 出演

### 舞台
- バタフライはフリー（1991年）
- 青空のある限り（1996年）
- ザ・スズナリ「ロスト・バビロン」（1999年）
- 雨の夏、三十人のジュリエットが還ってきた（2009年）
- アトリエ・センターフォワード第3回公演「ブルー・ウォーター 〜20XX火星編〜」（2010年3月3日 - 10日、シアター風姿花伝）
- 古川オフィス10回公演「ヴァニティーズ」（2010年10月12日 - 17日、新宿サニーサイドシアター）
- SPACE U 15周年記念公演「ダークファンタジー マクベス2010」（2010年12月22日 - 25日、新国立劇場小劇場）
- ウンプテンプカンパニー「ベルナルダ・アルバの家」（2011年9月1日 - 4日、シアターΧ）
- 彩の国シェイクスピア・シリーズ第24弾「アントニーとクレオパトラ」（2011年10月1日 - 15日 彩の国さいたま芸術劇場大ホール、10月21日 - 25日 福岡・キャナルシティ劇場、10月28日 - 31日 大阪・シアターBRAVA!、11月24日 - 27日 韓国・LGアートセンター）
- ザ・スズナリ「黄色い月」（2012年）

### 映画
- 敦煌（1988年、大映） - ツルピア王女 役[6]
- Aサインデイズ（1989年、大映） - エリ 役
- ボクが病気になった理由（1990年、アルゴ・プロジェクト） - 青山晶 役
- ふたりだけのアイランド（1991年、東映クラシック）
- ゴジラvsキングギドラ（1991年、東宝） - エミー・カノー 役[2][3]
- キャンプで逢いましょう（1995年、東宝） - 安西瑛子 役
- CURE （1997年、松竹） - 高部文江 役
- ヒロイン! （1998年、大映）
- 下弦の月〜ラスト・クォーター（2004年、松竹） - さやかの母 役
- ヘレンケラーを知っていますか（2005年、中山節夫監督）
- 楳図かずお恐怖劇場 DEATH MAKE （2005年、太一監督） - 岩嵜玲 役
- シャーリーの好色人生（2009年4月11日公開、佐藤央監督）[20]
- シャーリーの転落人生（2009年4月11日公開、佐藤央監督）[21]
- インターミッション（2013年2月23日公開、樋口尚文監督） - アンナ 役
- 蒼白者（2013年6月8日公開、常本琢昭監督）

### テレビドラマ
- 土曜ドラマスペシャル あなたが大好き（1988年、TBS）
- ドラマ10 詩城の旅びと（1989年、NHK） - 多島通子 役
- 月曜ドラマスペシャル（TBS）
  - 京の旅 鴨川べり女の宿（1990年）
  - 夜の虹（1996年）
  - 義父のいる風景（2000年）
- 母さんとママ（1990年、TBS）
- びいどろで候〜長崎屋夢日記（1990年、NHK） - 鞠夜安奈 役
- 必殺スペシャル・春 世にも不思議な大仕事 主水と秀 香港・マカオで大あばれ（1991年、テレビ朝日） - セシリア 役
- 伊勢湾・鳥羽…海からの招待状（1991年、関西テレビ）
- 火曜サスペンス劇場（日本テレビ）
  - 99%の誘拐（1992年）
  - 転勤判事2 （1998年1月13日） - 神崎美香 役
- さらば、いとわしきものよ（1992年、関西テレビ）
- 土曜ドラマ（NHK）
  - とおせんぼ通り（1992年） - 磯玲子 役
- ふたり（1993年、関西テレビ）
- 大河ドラマ 炎立つ（1993年 - 1994年、NHK） - 亜古耶 役
- ドラマ新銀河（NHK）
  - 南部大吉交番日記（1993年）- 南部綾子 役
  - 婚約旅行（1996年）
- 水曜ドラマ 出逢った頃の君でいて（1994年、日本テレビ） - 三輪恭子 役
- 命なりけり 悲劇の外相東郷茂徳（1994年、TBS）
- 花王ファミリースペシャル 鬼ユリ校長、走る! （1994年、関西テレビ）
- 鎌倉迷走組曲-suit- （1994年、NHK）
- 天王州・殺意の前奏曲-Prelude- （1994年、NHK）
- 新宿狂想曲-Rapsody- （1994年、NHK）
- HOTELスペシャル（1995年、TBS）
- ひらり又三郎危機一髪! （1995年、NTV / ユニオン映画） - お艶 役
- 金曜時代劇（NHK）
  - とおりゃんせ〜深川人情澪通り（1995年）
  - 慶次郎縁側日記 第10話 （2004年） - お雪 役
- 連続テレビ小説 あぐり（1997年、NHK） - 緑川靖子 役
- 金曜エンタテイメント 猟犬探偵・竜門卓（1999年、フジテレビ）
- NHKドラマ館 新・南部大吉交番日記（1999年、NHK）
- 女同士  （2000年、東海テレビ） - 桐島奈緒 役
- 金融腐蝕列島「再生」（2001年、TBS）
- 演技者。 REDRUM （2002年、フジテレビ）
- 愛の劇場 ママはバレリーナ（2005年、TBS） - 江頭千賀子 役
- 京都迷宮案内　第8シリーズ 最終話（2006年） - 野口啓子 役
- 木曜時代劇 風の果て（2007年、NHK） - 妙 役
- 相棒 Season8 第8話（2009年、テレビ朝日） - 君野恵 役

### ラジオ番組
- 音楽遊覧飛行〜映画音楽ワールドツアー（2012年4月 - 2014年10月、NHK-FM） - パーソナリティ。2014年9月23日収録[22]の10月13日 - 16日放送分（再放送：10月20日 - 23日）が最後の放送となった[8]。

## 書籍
- 中川安奈 オン シルクロード 東から西へ 西から東へ（1988年4月、徳間書店、撮影：一色一成、ISBN 4-19-403645-X） - 写真集。
- 中川安奈のパンダ紀行 驚異の大自然 秘境四川高地を行く（1994年11月、名古屋テレビ放送編、七賢出版、ISBN 4-88304-193-X）